# Jean Chrysostome Janvier Monneron
Pour les articles homonymes, voir Monneron.
Jean Chrysostome Janvier Monneron, né le 17 septembre 1754 à Annonay, décédé le 14 avril 1811 à Minissy, quartier de Pamplemousses, Île Maurice, est un armateur français.

## Contexte
Ses frères Charles Claude Ange Monneron (1735-1799), Louis Monneron (1742-1805) et Pierre Antoine Monneron (1747-1801) furent respectivement députés aux États Généraux pour la sénéchaussée d'Annonay, les Indes orientales et pour l'Île de France. Un autre frère, Joseph François Augustin Monneron (1756-1826) fut député de Paris à l'Assemblée législative et donna sa démission en 1792. Sous le Directoire, Augustin Monneron devint Directeur général de la Caisse des comptes courants. Il fit banqueroute en 1798.

## Biographie
Entraîné comme ses aînés sur la route des Indes, il acheta avec son frère Louis Monneron et sans doute Pierre, une maison d'armateur à Port-Louis, Île de France. 
Connue sous le nom d'Établissements des Frères Monneron, cette maison ne tarda pas à faire des affaires importantes et à enrichir considérablement ses propriétaires. Elle occupait 300 personnes.
Au moment de la révolution française, Janvier fit un voyage en France dans la crainte que les intérêts de cette maison ne fussent compromis par les événements; les communications se trouvant ensuite interceptées à cause de la guerre, il ne put regagner son île aussitôt qu'il l'aurait voulu.
Il se maria en France, puis revint à l'Ile de France entre 1792 et 1798.
Janvier y fit l'achat pour y passer la belle saison, d'une charmante propriété dans le quartier de Moka, paroisse des Pamplemousses, au nord-ouest de l'île et qui s'appelait Minissy. Le salon de Mme Monneron très fréquenté des Gouverneurs et hauts fonctionnaires était un des plus connus de l'île.